# Portrait de Gilles Joye
Le Portrait de Gilles Joye est un tableau du peintre primitif flamand Hans Memling, réalisé en 1472. Il se trouve au Sterling and Francine Clark Art Institute de Williamstown. C'est un des portraits datés, avec le cadre d'origine conservé. Il représente Gilles Joye (1425-1483) qui, outre ses fonctions de chapelain à la chapelle musicale de Philippe le Bon, est un célèbre chanteur et compositeur flamand.

## Description

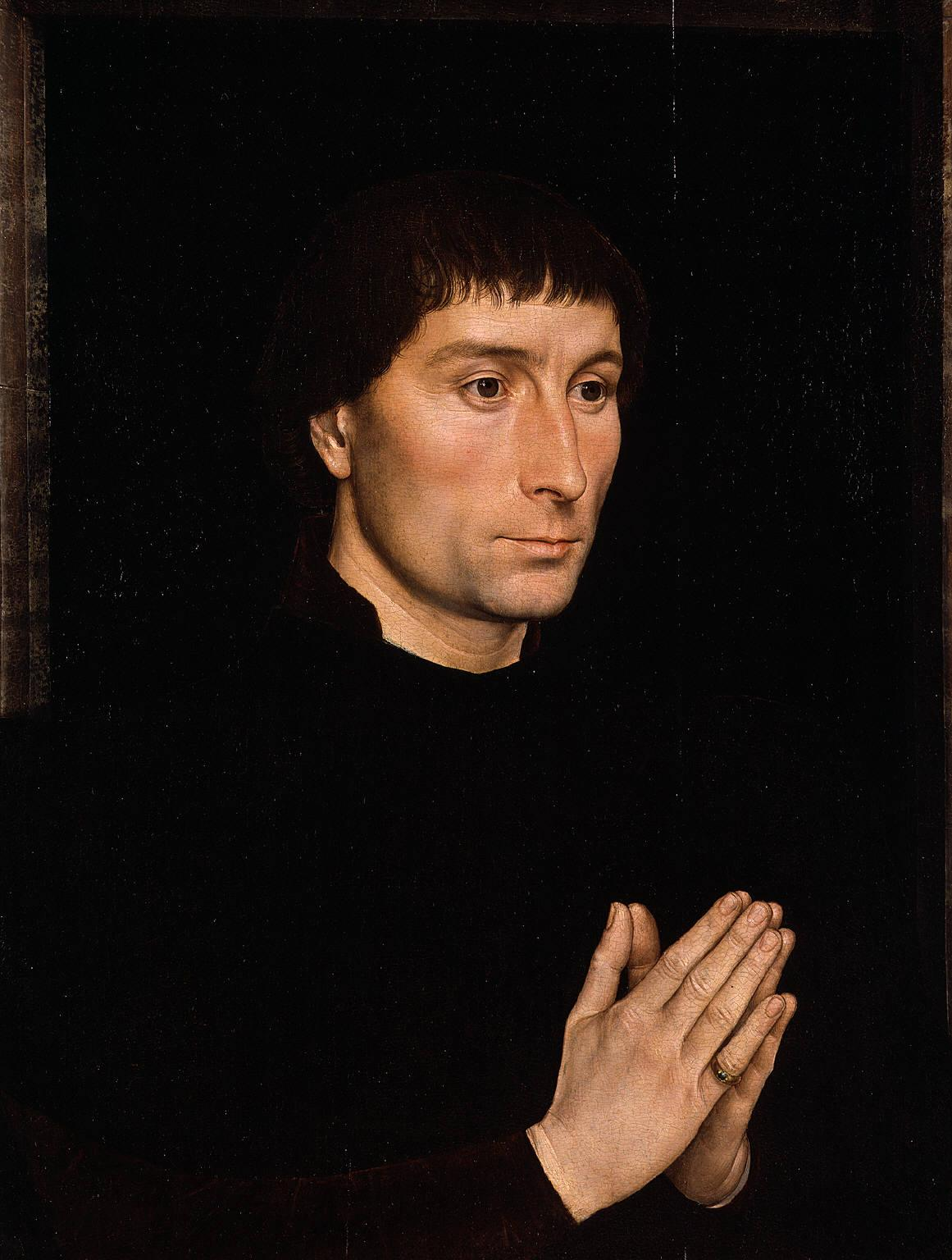
Hans Memling, Diptyque de Tommaso Portinari et de sa femme. Volet gauche : Tommaso Portinari.

Ce panneau est le premier portrait de Memling dont la datation est certaine. Il se démarque d'autres portraits, notamment par le cadrage extrêmement ramassé. Celui-ci est manifeste lorsqu'on le compare aux Portraits de Tommaso Portinari et de son épouse. Dans ces derniers, Memling est attentif à l'espace du tableau où sont placés les personnages. Dans le cas du Portrait de Gilles Joye par contre, la relation entre l'espace et le personnage est moins défini. Aussi le modelé du visage est moins attentif. La technique est conforme à la manière de Memling : on retrouve la même application précise du blanc de plomb pour le modelé, et un dessin sous-jacent indiquant les contours. Le soin apporté au dessin du col de fourrure, à la chevelure, aux rides autour des yeux, est caractéristique de la précision de Memling. La couche picturale est abîmée, ce qui explique une atténuation du modelé.

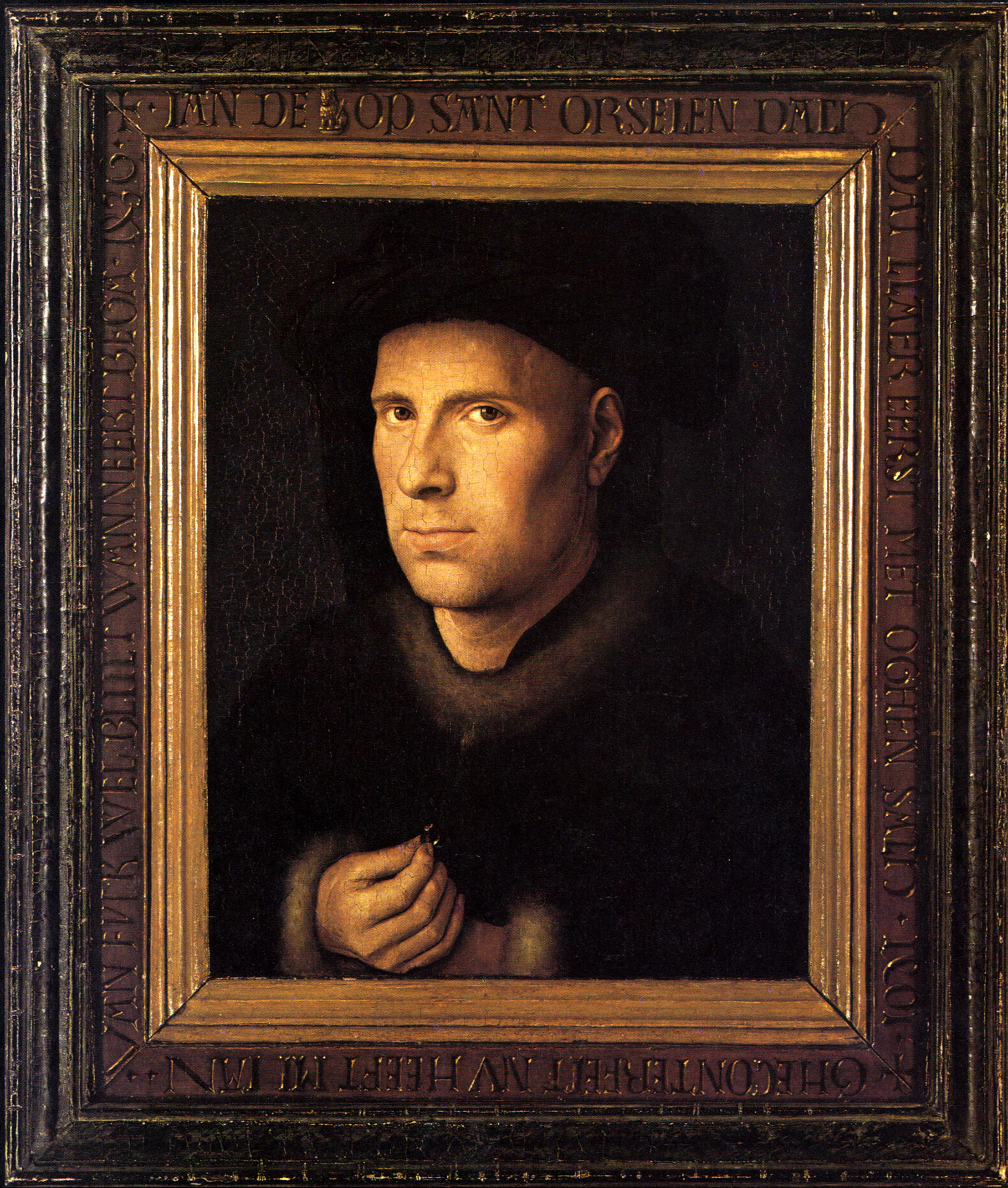
Jan van Eyck, Portrait de Jan de Leeuw, avec son cadre original.

Portrait de Gille Joye. Blason sur le deuxième anneau (détail).

L'identité du personnage a été retrouvée par Frans van Molle en 1960 sur la base d'une inscription ancienne figurant au revers du panneau. Le geste de prière de Gilles Joye invite à conclure à l'existence d'un deuxième volet avec une représentation de la Vierge, mais le cadre d'origine ne montre aucune trace de charnières. Les avis des experts sont partagés,. Le cadre du portrait contient à gauche un blason que l'on retrouve également sur la deuxième bague de Joye. Ce blason figure aussi sur sa pierre tombale. La devise et son emblème, une presse à monnaie entourée d'une chaînette disposée en losange et reliant les lettres « IOIE », ont été peints sur côté droit du cadre et non pas, comme d'usage, sur le revers du panneau. L'inscription figurant sur le cadre marbré donne la date d'exécution du tableau (ANNO DOMINI 1472, en haut) et l'âge du portraituré (ETATIS SVE 47, en bas), en imitant des caractères métalliques. On retrouve de semblables lettres en trompe-l’œil sur le Portrait de Jan de Leeuw de Jan van Eyck. L'un et l'autre des portraits ont peut-être joué le rôle d'un monument commémoratif, ce qui expliquerait son aspect intemporel. Frans van Molle fait remarquer qu'à l'époque où son portrait était peint, le compositeur était malade, et que la maladie aurait pu avoir motivé la commande d'une épitaphe.
Gilles Joye est à partir de 1459 chanoine du chapitre de l'église Saint-Donatien, et ensuite occupe les fonctions de clerc, puis de chapelain de la chapelle musicale de Philippe le Bon. Il est également prébendier de l'église Notre-Dame de Clèves, et perçoit des bénéfices de l'église Saint-Hippolyte de Delft, également appelée Oude Kerk. C'est un chanteur et compositeur célèbre. À l'époque où le tableau est peint, il vit à Bruges. Il a eu une jeunesse turbulente et indisciplinée. Il a dépensé des sommes considérables à faire copier des partitions , et à acquérir des manuscrits, dont deux précieux graduels.

## Historique
Ce tableau est vendu, le 16 avril 1919, à Londres, comme un tableau d'après van Eyck, dans la vente de la collection H. Hawley. La même année, Sterling Clark (en) l'achète chez Colnaghi à Londres. Il est restauré par William Suhr en 1959.